# 文馬養
文 馬養（ふみ の うまかい）は、奈良時代の貴族・歌人。名は馬甘とも書く。カバネは忌寸。左衛士府督・書根麻呂の子。

## 経歴
元正朝の霊亀2年（716年）父・根麻呂の壬申の乱での功労により、墾田を与えられた（この時の位階は正七位下）。
天平9年（737年）に外従五位下次いで外従五位上に続けて昇叙される。のち聖武朝では主税頭・筑後守を務めた。
孝謙朝の天平勝宝9歳（757年）鋳銭長官に任ぜられ、翌天平宝字2年（758年）淳仁天皇の即位に伴って内位の従五位下に叙せられている。
和歌に通じ、「さを鹿の きたちなく野の 秋はぎは つゆ霜おひて 散りにしものを」と他1首を『万葉集』に残している。

## 官歴
『続日本紀』による。
- 霊亀2年（716年） 4月8日：見正七位下
- 時期不詳：正六位上
- 天平9年（737年） 9月28日：外従五位下。12月27日：外従五位上
- 天平10年（738年） 閏7月7日：主税頭
- 天平17年（745年） 9月4日：筑後守
- 天平勝宝9年（757年） 6月16日：鋳銭長官
- 天平宝字2年（758年） 8月1日：従五位下（内位）